# Парсберг
Парсберг (њем. Parsberg) град је у њемачкој савезној држави Баварска. Једно је од 19 општинских средишта округа Нојмаркт (Горњи Палатинат). Према процјени из 2010. у граду је живјело 6.561 становника. Посједује регионалну шифру (AGS) 9373151.

## Географски и демографски подаци
Парсберг се налази у савезној држави Баварска у округу Нојмаркт (Горњи Палатинат). Град се налази на надморској висини од 553 метра. Површина општине износи 57,3 km². У самом граду је, према процјени из 2010. године, живјело 6.561 становника. Просјечна густина становништва износи 114 становника/km².

## Међународна сарадња
| Мјесто | Држава    | Врста сарадње | Од    |
| ------ | --------- | ------------- | ----- |
|        | Француска | партнерство   | 1987. |
| Извор  |           |               |       |